# Astaropola magicosema
Astaropola magicosema är en fjärilsart som beskrevs av Edward Meyrick 1936. Astaropola magicosema ingår i släktet Astaropola och familjen spinnmalar. Inga underarter finns listade i Catalogue of Life.